# 2S5 Giatsint-S
2S5 Giatsint-S (ryska: 2С5 «Гиацинт-С», Hyacint) är en sovjetisk 152 mm bandkanon. "2S5" är dess GRAU-beteckning. Den har NBC-skydd. 2S5 har längre räckvidd och högre eldhastighet än bandkanonen 2S3 Akatsija.

## Produktionshistoria
Produktionen av 2S5 startade 1976 tillsammans med en bogserad version, 2A36 Giatsint-B. 2S5 använder ett modifierat chassi från luftvärnssystemet 2K11 Krug, som har bra terrängegenskaper. 2S5 kan medföra 30 stycken 152 mm granater. Räckvidden är 28 kilometer, eller 33–40 kilometer för raketdrivna granater. Förutom högexplosiva granater kan den också avfyra kluster- och rökgranater samt taktiska kärnvapenladdningar. Det tar cirka 3 minuter att göra pjäsen eldberedd och dess eldhastighet är fem till sex granater per minut. Besättningen, med undantag för skytten, befinner sig utanför fordonet vid avfyrning. Artilleriet åtföljs oftast av ett ammunitionstransportfordon med ytterligare 30 granater.
2S5 infördes 1978 och ersatte då 130 mm M46 fältartilleripjäser i de sovjetiska artilleribrigaderna. Pjäsens NATO-beteckning är M1981. Tillverkningen upphörde 1991 efter cirka 1 250 tillverkade pjäser.